# Vinoloog

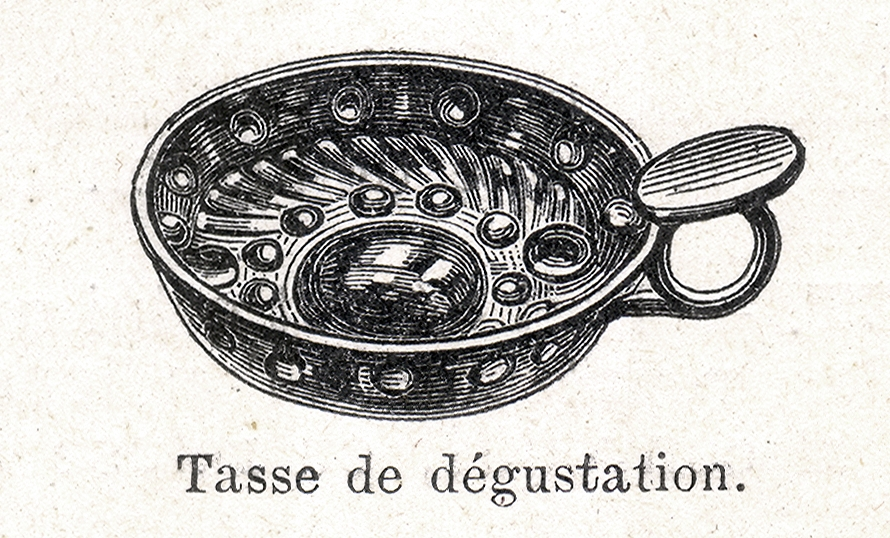
Wijnproefschaaltje. Door de schittering van kaarslicht in het zilveren schaaltje kan de helderheid van wijn beoordeeld worden.

Een vinoloog is iemand die veel kennis van wijn heeft. Het woord is afgeleid van 'vinum', het Latijnse woord voor wijn, maar dan met een Griekse vervoeging -loog.
Anders dan een wijnliefhebber heeft een vinoloog studie naar wijn gedaan. Er is een register van vinologen. Om hiervoor in aanmerking te komen dient de kandidaat minder dan 10 jaar geleden het vinologenexamen of het register-vinologenexamen met goed gevolg te hebben afgelegd.
Een vinologenopleiding besteedt aandacht aan:
- Wijnbouw en vinificatie
- Wijnen van Europa
- Wijnen van de wereld
- Wetgeving
- Wijn en haar prijs
- Gezondheid
- Marketing
- Organoleptisch- en analytisch proeven

Een vinoloog moet niet verward worden met een oenoloog, die een wetenschappelijke opleiding gedaan heeft. 